# 許可式行銷
許可式行銷(permission marketing)是指經消費者許可所進行的行銷，舉例來說像是申請帳號時，企業會問是否要接受定期的產品訊息等等，即廠商取得個人資訊同時必須經過個人同意才會傳送資訊給消費者，這在現今網路發達的社會是十分常見的
這一個概念最早是從賽斯‧高汀(Seth Godin)在《許可營銷》（Permission Marketing: Turning Strangers Into Friends, and Friends into Customers，Simon & Schuster，1999）一書中提到，主要就是希望通過與自願參與者的相互交流，確保消費者對此類營銷信息投入更多關註。這將有效推動客戶和營銷人員間的相互交流
1. ↑  . （原始内容存档于2021-01-20）.